# La infancia de Iván
La infancia de Iván (en ruso: Иваново детство, romanizado: Ivánovo detstvo), es una película soviética de 1962 dirigida por Andréi Tarkovski. Está basada en el relato Iván (Иван), publicado en 1957 por Vladímir Bogomólov. La adaptación del guion es obra de Mijaíl Papava y del propio Tarkovski, que no aparece acreditado como tal. Está protagonizada por Nikolái Burliáyev, Valentín Zubkov, Yevgueni Zhárikov, Stepán Krylov, Nikolái Grinkó y la primera esposa de Tarkovski, Irma Raush.
Se trata del primer filme dirigido por Tarkovski. La película obtuvo aclamación por la crítica y fue ganadora del León de Oro en el Festival de Cine de Venecia. Cineastas famosos como Ingmar Bergman, Serguéi Paradzhánov y Krzysztof Kieślowski elogiaron la película y la citaron como una influencia en su trabajo.

## Argumento
La película narra la historia de un niño huérfano, Iván (Nikolái Burliáyev), y de su infancia durante la Segunda Guerra Mundial. Su familia ha muerto a manos de soldados alemanes. Él logra escapar y es adoptado por una unidad del Ejército Rojo en el Frente oriental. En una forma de venganza, el pequeño Iván se decide a colaborar con las tropas soviéticas, y, gracias a su pequeña estatura, realiza con éxito labores de exploración que requieren que cruce las líneas enemigas varias veces.

## Reparto
- Nikolái Burliáyev - Iván Bóndarev
- Valentín Zubkov - Capitán Jolin
- Yevgueni Zhárikov - Tte. Gáltsev
- Stepán Krylov - Cabo Katasónov
- Nikolái Grinkó - Tte. Coronel Gryaznov
- Dmitri Milyutenko - Anciano
- Valentina Malyávina - Masha
- Irma Raush - Madre de Iván
- Andréi Konchalovski - Soldado

## Comentarios
La infancia de Iván fue el primer largometraje dirigido por Tarkovski. Tuvo un notable éxito de crítica y alcanzó difusión internacional. El mismo año de su estreno fue galardonado con el León de Oro en el Festival de Cine de Venecia (ex aequo con Cronaca familiare de Valerio Zurlini) y el Premio Golden Gate en el Festival de San Francisco. Grandes directores, como Ingmar Bergman, Serguéi Paradzhánov y Krzysztof Kieślowski han alabado la película, declarando que ha influido en su obra.
La obra posee una calidad visual y sonora atrapante y es catalogada como de las mejores de su tiempo.